# Cartwrightia cartwrighti
Cartwrightia cartwrighti é uma espécie de escaravelho encontrado na América do Sul. Oscar L. Cartwright nomeou a espécie em 1967 em homenagem a seu irmão. C. cartwrighti foi registrado em pastagens e florestas. Também foi encontrado em esterco de vaca.

## História taxonômica e etimologia
O entomologista americano Oscar L. Cartwright escreveu uma descrição de espécie para C. cartwrighti em 1967. Ele pôs a espécie no gênero Cartwrightia que o entomologista mexicano Federico Islas Salas havia nomeado nove anos antes. Cartwright usou três espécimes para escrever sua descrição: um holótipo masculino e dois parátipos femininos. Todos os três espécimes foram coletados com uma armadilha de insetos de luz negra no início de janeiro de 1960.
Cartwright nomeou essa espécie em honra a seu irmão Raymond Kenneth Cartwright. Ele não era um entomologista, mas acompanhou Cartwright em várias de suas expedições de coleta. O colega de Cartwright no Museu Nacional de História Natural, Paul J. Spangler escreveu que Cartwright nomeou essa espécie "com língua e bochecha e o brilho habitual em seus olhos" e que esse nome levou-o a ser "sujeito a brincadeiras consideráveis". A ilustração de Elsie Herbold Froeschner de C. cartwrighti que acompanhou a descrição original de Cartwright foi usada como um logotipo para o convite da festa de aposentadoria de Cartwright; lá, ele foi presenteado com um conjunto de papelaria que estava decorado com a mesma imagem.

## Distribuição
C. cartwrighti são encontrados na América do Sul tropical. Sua localidade tipo, onde o holótipo e os parátipos foram coletados, é a Estação Experimental Saavedra, a 97 quilômetros ao norte de Santa Cruz de la Sierra, no leste da Bolívia. Eles ficam à beira da bacia amazônica perto de Chaco.
C. cartwrighti foi posteriormente encontrado na cidade boliviana de San Ramón em Santa Cruz, no Parque Estadual Mata dos Godoy no estado do Paraná no sul do Brasil e na Presidencia de la Plaza, ciade da Província de Chaco no norte da Argentina. Os estudos em Presidencia de la Plaza e San Ramón encontraram C. cartwrighti somente em florestas, e não nas pastagens das proximidades,, enquanto o estudo no Paraná encontrou espécimes apenas em pastagens, mas não nas florestas próximas.

## Biologia e descrição
C. cartwrighti é um escaravelho (ou besouro-do-esterco) e foi coletado em fezes bovinas. O macho tem 3,0 milímetros de comprimento e 1,25 milímetros de largura; a fêmea tem 3,5 milímetros de comprimento e 1,4 milímetros de largura. Os nervos do seu protórax anterior são estreitos e acentuadamente carenados. Tem intervalos pretos lisos em seu élitro, mas em outra forma tem uma cobertura de argila acinzentada, inclusive em sua parte inferior.